# Široka Planina
Široka Planina är en bergskedja i Nordmakedonien. Den ligger i den norra delen av landet, 60 kilometer nordost om huvudstaden Skopje.
Omgivningarna runt Široka Planina är en mosaik av jordbruksmark och naturlig växtlighet. Runt Široka Planina är det glesbefolkat, med 14 invånare per kvadratkilometer.